# Peter Stansky
Peter David Lyman Stansky (* 18. Januar 1932 in New York City) ist ein US-amerikanischer Historiker und emeritierter Professor an der Stanford University.
Stansky gilt als Experte für die neuere britische Geschichte und neuere britische Literatur. Er veröffentlichte zum Modernismus und insbesondere der Bloomsbury Group, zu William Morris und George Orwell, aber auch zur Wirkung der beiden Weltkriege und des Spanischen Bürgerkriegs auf die britischen Intellektuellen oder die Entwicklung der britischen Parteienlandschaft in der ersten Hälfte des 20. Jahrhunderts
Stansky erwarb 1953 an der Yale University einen Bachelor, 1955 am King’s College der University of Cambridge erneut einen Bachelor und 1959 ebendort einen Master sowie 1961 an der Harvard University einen Ph.D. in Geschichtswissenschaft. Zunächst war er Dozent in Harvard, später Assistant Professor. 1968 wechselte er als Associate Professor an die Stanford University, wo er 1974 eine ordentliche Professur erhielt und bis zu seiner Emeritierung verblieb. Von 1975 bis 1982 war er Leiter (Chair) der dortigen Abteilung für Geschichte, von 1985 bis 1988 stellvertretender Dekan für Humanities and Sciences.
1966 und 1973 hatte Stansky ein Guggenheim-Stipendium. 1984 erhielt er ein Ehrendoktorat der Wittenberg University, 1988 wurde er in die American Academy of Arts and Sciences gewählt. Stansky ist Mitglied (Fellow) der Royal Historical Society.

## Werke (Auswahl)
- The Socialist Patriot: George Orwell and War. Stanford Briefs, Stanford 2023, ISBN 978-1-5036-3549-4.